# Lance Guest
Lance R. Guest (nascido em 21 de julho de 1960) é um ator de cinema e televisão americano.

## Biografia
Guest desenvolvendo um sério interesse em atuar na nona série, ele se formou em teatro enquanto participava UCLA. Ele já atuou em vários filmes teatrais, incluindo seu papel como Jimmy ao lado da atriz Jamie Lee Curtis em Halloween II' e também estrelou Neil Simon's I Ought to Be in Pictures. Seu papel mais notável é no filme de ficção científica The Last Starfighter como Alex Rogan e como Beta, um robô enviado para substituir Alex enquanto ele estava no espaço. Em 1987, ele estrelou em Jaws: The Revenge como Michael Brody.
Seus papéis na televisão incluem  Lou Grant de 1981–1982 e Knots Landing em 1991.  E tambem já apareceu em séries comoSt. Elsewhere, The Wonder Years, Party of Five, JAG, NYPD Blue, The X-Files, Becker, Life Goes On, House MD E Jericho.
Lance já atuou em Broadway como Johnny Cash no musical Million Dollar Quartet, uma representação ficcional de um momento único na história da música: a primeira e única vez Carl Perkins, Jerry Lee Lewis, Johnny Cash e Elvis Presley já conheci e gravou a música como um grupo. 

## Ligações Externas
- Lance Guest. no IMDb.
- Lance Guest, allmovie.com